# Nautøya
Ne doit pas être confondu avec Nautøya (Bømlo).
Nautøya est une île norvégienne du comté de Hordaland appartenant administrativement à Stord.

## Description
Rocheuse et couverte d'arbres, elle s'étend sur environ 1,6 km de longueur pour une largeur approximative de 987 m.
Elle est reliée par le Bømla Bridge (en) à Spissøy et à Føyno et est traversée par la Norwegian County Road 542 (en)